# Mobin Dehghan
Mobin Dehghan, in persiano مبین دهقان‎ (Tabriz, 11 settembre 2005), è un calciatore iraniano, centrocampista del Kheybar Khorramabad.

## Carriera

### Club
Ha esordito nella Lega professionistica del Golfo persico con Paykan prima di passare nell'estate 2024 al Kheybar Khorramabad.

### Nazionale
Nel 2023 esordisce con l'Iran under-20, con cui nel 2025 partecipa alla Coppa d'Asia. Gioca 4 partite segnando 1 rete nella vittoria per 3-0 contro l'Indonesia under-20.

## Statistiche

### Presenze e reti nei club
Statistiche aggiornate 15 maggio 2025.
| Stagione        | Squadra             | Campionato      | Campionato | Campionato | Coppe nazionali | Coppe nazionali | Coppe nazionali | Coppe continentali | Coppe continentali | Coppe continentali | Altre coppe | Altre coppe | Altre coppe | Totale | Totale |
| Stagione        | Squadra             | Comp            | Pres       | Reti       | Comp            | Pres            | Reti            | Comp               | Pres               | Reti               | Comp        | Pres        | Reti        | Pres   | Reti   |
| --------------- | ------------------- | --------------- | ---------- | ---------- | --------------- | --------------- | --------------- | ------------------ | ------------------ | ------------------ | ----------- | ----------- | ----------- | ------ | ------ |
| 2023-2024       | Paykan              | IPL             | 13         | 0          | CI              | 1               | 0               |                    | -                  | -                  |             | -           | -           | 14     | 0      |
| 2024-2025       | Kheybar Khorramabad | IPL             | 16         | 0          | CI              | 1               | 0               |                    | -                  | -                  |             | -           | -           | 17     | 0      |
| Totale carriera | Totale carriera     | Totale carriera | 29         | 0          |                 | 2               | 0               |                    | -                  | -                  |             | -           | -           | 31     | 0      |